# Big Muff
The Big Muff Pi (π), ofta känd som endast Big Muff är en fuzzbox för elgitarrer som tillverkas av det amerikanska företaget Electro-Harmonix tillsammans med det ryska systerbolaget Sovtek.